# Finding Paradise
Finding Paradise es un videojuego de aventura desarrollado y publicado por Freebird Games. Sirviendo como secuela de To the Moon y A Bird Story, la historia continúa con los doctores Eva Rosalene y Neil Watts mientras ayudan a cumplir un deseo para Colin Reeds, quien ahora es un anciano postrado en cama. Al igual que con To the Moon, presenta relativamente pocas mecánicas de juego que se centran en acertijos, con el jugador controlando a ambos doctores mientras los resuelven para reconstruir los recuerdos del hombre moribundo para cumplir su último deseo. El juego fue diseñado, escrito y compuesto íntegramente por el diseñador de juegos independiente canadiense Kan Gao, que utilizó el motor de juego RPG Maker XP. El desarrollo del juego comenzó en 2015 y se lanzó para Linux, macOS y Windows el 14 de diciembre de 2017. Se lanzó para Android, iOS y Nintendo Switch el 18 de noviembre de 2022. En 2021 se lanzó una secuela de la serie, Impostor Factory.

## Jugabilidad
La jugabilidad de Finding Paradise es similar a la del primer juego de la serie, To the Moon, que también se creó con el motor RPG Maker XP. Al igual que el juego anterior, funciona como un juego de rol típico, pero sin un sistema de inventario, un sistema de grupos o un sistema de batalla. Como el juego se basa principalmente en la historia, la mayor parte de la jugabilidad gira en torno a la resolución de acertijos para encontrar los recuerdos de Colin. Esto se hace interpretando la información y experimentando sus emociones y sentimientos, así como encontrando formas de profundizar en sus recuerdos para descubrir la verdad de su deseo.
Al igual que en To the Moon, el juego se centra en explorar los recuerdos de Colin para encontrar objetos significativos y recolectar energía de ellos para fortalecer el recuerdo y conectarse con uno más distante, desde su infancia hasta la actualidad. Ocasionalmente, los jugadores se toman un descanso de la máquina y exploran su casa y el área circundante en busca de ciertas pistas.

## Trama
Sigmund Corp. utiliza una tecnología que puede crear recuerdos artificiales. Como estos recuerdos artificiales entran en conflicto con los recuerdos reales del paciente, el procedimiento solo es legal en pacientes en coma y sin mucho tiempo de vida restante. Por lo tanto, ofrecen este servicio como un "cumplimiento de deseos" a personas en su lecho de muerte.
Los empleados de Sigmund Corp., la Dra. Eva Rosalene y el Dr. Neil Watts, reciben un contrato para cumplir el paradójico deseo de Colin Reeds: cambiar algo, pero no cambiar nada en absoluto. Los médicos se insertan en una compilación interactiva de sus recuerdos y recorren su vida en sentido inverso a través de "recuerdos", elementos de gran importancia personal para Colin que actúan como un vínculo entre sus diversos recuerdos. Por razones que no se indican, para este caso, Watts decide utilizar una máquina de memoria que él mismo ha modificado en lugar de una autorizada por Sigmund. La máquina comete errores al transcribir los recuerdos de Colin, lo que da lugar a varias anomalías, como pasillos alargados y árboles colocados en el interior.
Mientras se preparan para recorrer los recuerdos de Colin, los médicos se dan cuenta de que Watts había olvidado sus papeles en la sede de Sigmund y le piden a una colega, la Dra. Roxanne Winters, que escanee los documentos. Winters busca los papeles en la oficina de Watt y nota la máquina de memoria autorizada de Watt escondida detrás de una estantería. Sospechando, Winters decide visitarlos personalmente para confrontar a Watts con el pretexto de enviarles los papeles en persona.
Los médicos proceden a explorar los recuerdos de Colin mientras esperan que llegue el papeleo. En los últimos años de Colin, los médicos se enteran de la vida relativamente feliz de Colin con su esposa Sofía y su hijo Asher, salpicada solo de pequeños arrepentimientos, como su propuesta de matrimonio con un error tipográfico vergonzoso. Colin había cumplido su sueño de la infancia de convertirse en piloto de aerolínea, aprendió a apreciar el violonchelo e incluso se fue de vacaciones de sus sueños a Bora Bora con Sofía. A pesar de esto, Colin siente que no ha vivido una vida plena y es lo suficientemente infeliz como para ir a Sigmund Corp. para tener una segunda oportunidad. Esto causa fricción con su familia, ya que Asher y especialmente Sofía se sienten ofendidos de que Colin quiera sobrescribir sus recuerdos con ellos. Sin embargo, Colin había pedido a Sigmund Corp. que cambiara lo menos posible con respecto a su familia, lo que dificultaba su deseo de llevar a cabo. Curiosamente, los médicos también encuentran repetidamente una figura oscura en muchos de sus recuerdos más antiguos que parece estar observándolos. Además, los médicos se encuentran viajando a través de los recuerdos de Colin en una órbita decadente, rebotando entre su juventud y sus años de vejez hasta que se proyecta que terminarán en algún lugar de la edad adulta de Colin, en lugar del típico orden cronológico lineal inverso.
Mientras observan los recuerdos de la infancia de Colin, los médicos descubren que se comunicaba frecuentemente con Faye, una niña que vivía al otro lado del balcón. Como hijo único cuyos padres rara vez estaban en casa debido a las largas horas de trabajo, Colin se sentía muy solo y no tenía suerte para hacer amigos en la escuela. Tranquilo pero imaginativo, Colin rara vez hablaba con alguien que no fuera Faye, cuya personalidad era el polo opuesto a la suya. Faye estaría al lado de Colin durante casi toda su juventud, pero extrañamente está ausente en todos sus recuerdos de adulto. Faye originalmente inspiró a Colin a convertirse en piloto.
En su adultez temprana, cuando Colin conoció a Sofia a través de la orquesta de su comunidad, él y Faye comenzaron a distanciarse. Cuando los médicos presencian este recuerdo, se convencen de que Colin lamenta en secreto haber elegido a Sofia en lugar de Faye, pero su lealtad a su familia le impide expresar su deseo. Mientras evalúa cómo lidiar con la situación, Watts sugiere que la única forma de respetar las condiciones de Colin es borrar a Faye de sus recuerdos. Mientras los médicos debaten sus soluciones, Winters anuncia que ha llegado con el papeleo y su colega, el Dr. Robert Lin. Watts sale apresuradamente de los recuerdos de Colin para completar el papeleo. Mientras se ocupa del papeleo, Winters confronta a Watts por el uso de una máquina modificada personalmente. Watts se muestra reacio a dar más detalles, pero Winters puede obligarlo a que le explique la situación en una fecha posterior. Winters también advierte a Watts que sus modificaciones podrían ser potencialmente peligrosas para todas las partes que usen la máquina. Sin embargo, antes de que Watts pueda recuperar los recuerdos de Colin, experimenta una oleada de dolor y abandona brevemente la casa de Colin para recuperar sus analgésicos. Antes de irse, el médico de cabecera de Colin le comenta a Watts que la actividad cerebral de Colin es inusualmente alta para un paciente en coma.
Rosalene, que sigue investigando los recuerdos de Colin, le pide a Watts que realice una búsqueda de registros sobre Faye y Accidentes de aviación. Watts envía la búsqueda a Winters y Lin, quienes no pueden encontrar ningún rastro de que alguna persona que se parezca a Faye haya existido. Watts, perturbado, se apresura a regresar y vuelve a ingresar a los recuerdos de Colin, donde Rosalene ahora ha desaparecido. Mientras Watts la busca, Faye lo confronta violentamente.
La verdadera identidad de Faye es la de una amiga imaginaria que un joven Colin creó al escribir sobre ella en un libro verde que mantuvo consigo toda su vida. Debido a los vívidos detalles con los que Colin la había escrito, Faye pudo manifestarse como una niña real en sus recuerdos. Como una extensión de la propia mente de Colin, Faye había estado observando a los médicos durante toda su investigación. Cuando Faye escucha a los médicos hablando de borrarla, explota las imperfecciones en la máquina modificada de Watts para tomar el control. Bloquea a Watts fuera de los recuerdos, por lo que tiene que luchar contra ella en la máquina mientras Rosalene, habiendo escapado de Faye antes, administra sedantes a Colin en el mundo real. Con Faye temporalmente sometida, los médicos pueden acceder al último recuerdo: En la adultez temprana de Colin, finalmente deja ir a Faye y deja de escribir sobre ella en su libro. Antes de despedirse, Faye promete regresar una vez más al final de la vida de Colin para escuchar sus historias. Se da a entender que Faye es la interpretación de Colin del pájaro de A Bird Story, ya que le dan alas y Colin se refiere a ella como su primera amiga real, alguien a quien se había despedido hacía mucho tiempo.
Sin embargo, como resultado de los esfuerzos por debilitar a Faye, la condición de Colin se deteriora rápidamente y los médicos ya no tienen tiempo para modificar sus recuerdos sin arriesgarse. Watts llega a la conclusión de que la miseria de Colin fue inducida por FOMO después de enterarse de la tecnología de Sigmund, lo que a su vez provocó que no pudiera enfrentar a Faye. Watts luego convence a Rosalene de que deberían darle el control total de la máquina a Faye para crear una solución rápida para el deseo de Colin. Los médicos se van y Faye borra a Sigmund Corp. de los recuerdos de Colin. Esto crea una vida en la que Colin nunca solicitó sus servicios, dejando su vida como está y permitiéndole vivir sus últimos años con su familia sin ninguna animosidad. En sus momentos finales, Colin mira a través del balcón como lo hacía cuando era niño, y Faye aparece una vez más como prometió. Ella le pregunta si Colin todavía se arrepiente. Colin admite que todavía tiene mucho, pero afirma firmemente que está feliz con lo que su familia y su vida le han dado. Satisfecha, Faye se despide y Colin le agradece por haber estado siempre con él. Colin regresa al interior y besa a Sofia, que está dormida, una última vez antes de morir. En el mundo real, Watts le da a Sofia el libro verde de Colin y le revela los escritos de Colin.
Más tarde, Rosalene asiste al funeral de Colin. De vuelta en el cuartel general, Watts continúa trabajando en su máquina de memoria modificada, con Winters y Lin ahora a bordo de su proyecto secreto. Watts les explica su "solución" y una imagen de Faye aparece en la terminal de la computadora de Watts.

## Desarrollo y lanzamiento
Finding Paradise fue desarrollado y publicado por Freebird Games para Linux, macOS y Windows por el diseñador de juegos independiente canadiense Kan Gao. Creado con el motor RPG Maker XP, el desarrollo comenzó en 2015, un año después del lanzamiento de A Bird Story. Originalmente previsto para lanzarse a mediados de 2017, el juego se retrasó debido a problemas en la vida personal de Gao. El juego fue lanzado el 14 de diciembre de 2017.

## Recepción
Finding Paradise ha recibido una recepción generalmente positiva, con una puntuación de 81/100 en Metacritic basada en 18 reseñas de críticos. Bob Richardson de RPGFan elogió el juego por su narrativa, banda sonora y pixel art expresivo.

### Reconocimientos
El juego fue nominado al premio Off Broadway al mejor juego independiente en los New York Game Awards 2019.